# Mission Hill (Boston)
Pour les articles homonymes, voir Mission Hill.
Mission Hill est un quartier de Boston, dans le Massachusetts, au nord-est des États-Unis. Il compte environ 48 500 habitants. Le quartier est approximativement délimité par Columbus Avenue et le quartier de Roxbury à l'est. Le quartier historique est approximativement délimité par Smith Street, St. Worthington, Tremont Street. Il est immédiatement au nord du quartier det Jamaica Plain. Il est desservi par la Branche E de la ligne verte et la Ligne orange du métro de Boston. La Colline recouvre environ la moitié de Longwood Medical and Academic Area. Mais ces dernières années ont vu de nouveaux magasins de détail, restaurants et développement résidentiel donnant le quartier une voix politique forte et une identité propre.
Mission Hill est un quartier architectural historique avec une combinaison de maisons autoportantes construites par de riches propriétaires terriens, blocs de maisons de briques traditionnelles en rangées et de nombreuses maisons à trois étages. Les tours de la basilique Notre-Dame-du-Perpétuel-Secours (dite Mission Church) dominent le secteur. Elle se trouve à Tremont Street et a été construite en 1878 par Schickel & Ditmars,. C'est ici qu'eurent lieu les funérailles du sénateur Ted Kennedy, le 29 août 2009.

## Démographie
Au recensement de 2010 la population du quartier s'élevait à 16 305 habitants contre 13 935 au recensement de 2000 soit une forte augmentation de 17 %. La population de Mission Hill est mélangée, les plus nombreux sont les Blancs (47,1 %) suivi par  Hispaniques (19,7 %), les Noirs (15,7 %) et les Asiatiques (14,8 %). Le nombre d'habitations est de 6 628 contre 5 848 en 2000 soit une augmentation de 13,3 % avec un taux d'occupation en légère diminution passant de 96,8 % à 95,5 %.
Le revenu moyen en 2009 s'élevait à 36 318 dollars, avec un fort taux de la population dans la tranche basse puisque 19,3 % avait un revenu inférieur à 10 000 dollars et seulement 1,8 % supérieur à 200 000 dollars.

## Transports
Le quartier de Mission Hill est desservi par deux lignes de métro. La ligne verte branche E qui dessert les arrêts Longwood Medical Area, Brigham Circle, Fenwood Road, Mission Park, Riverway, Back of the Hill et la ligne orange qui dessert Roxbury Crossing.
Le quartier est également desservi par le bus 39 de la MTBA (Massachusetts Bay Transportation Authority) allant de la station Forest Hills à Jamaica Plain à Copley Square et le bus 66 allant de Dudley Square à Roxbury en passant par Brookline à Harvard Square à Cambridge.

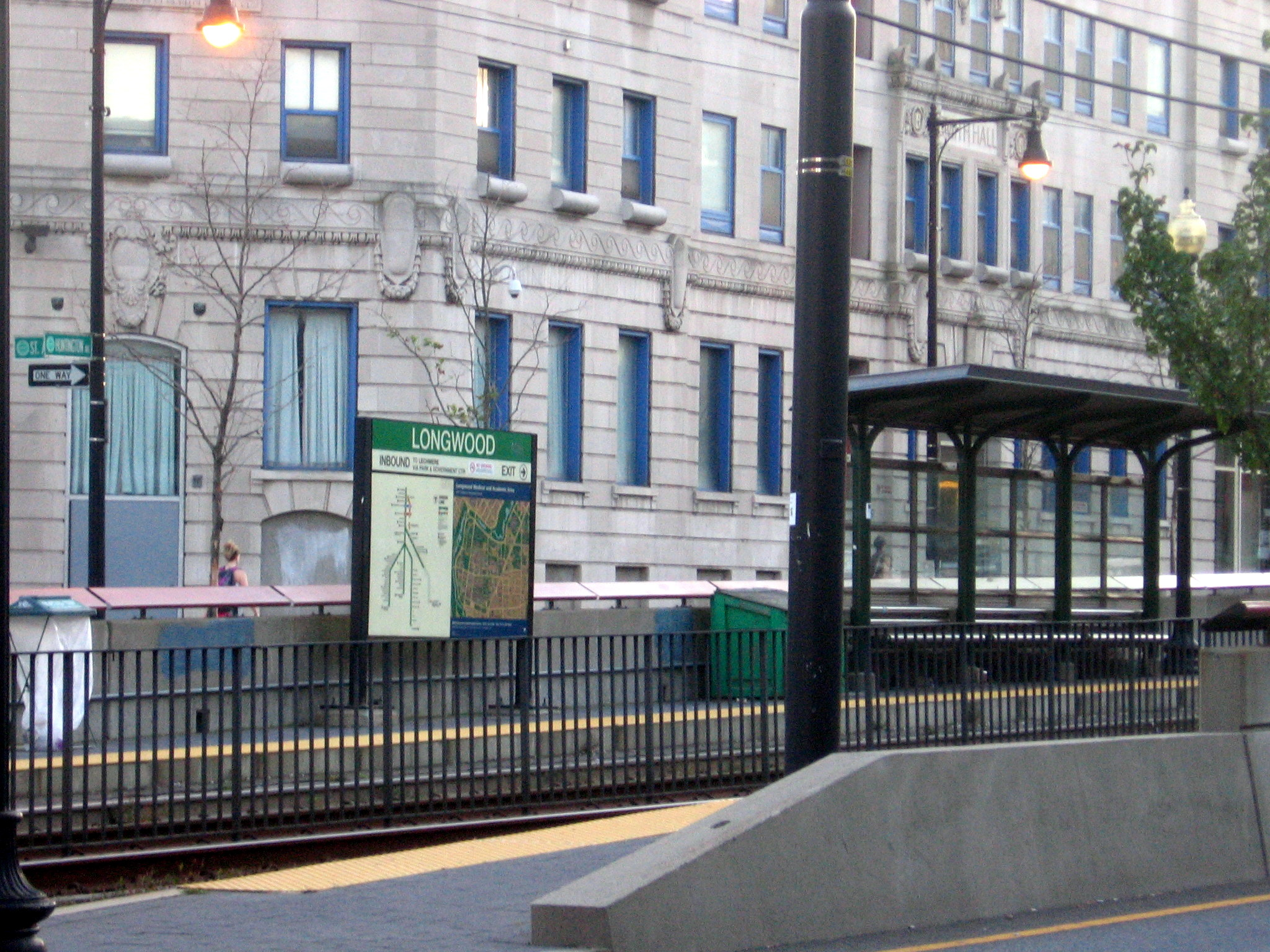
Station de Longwood Medical Area
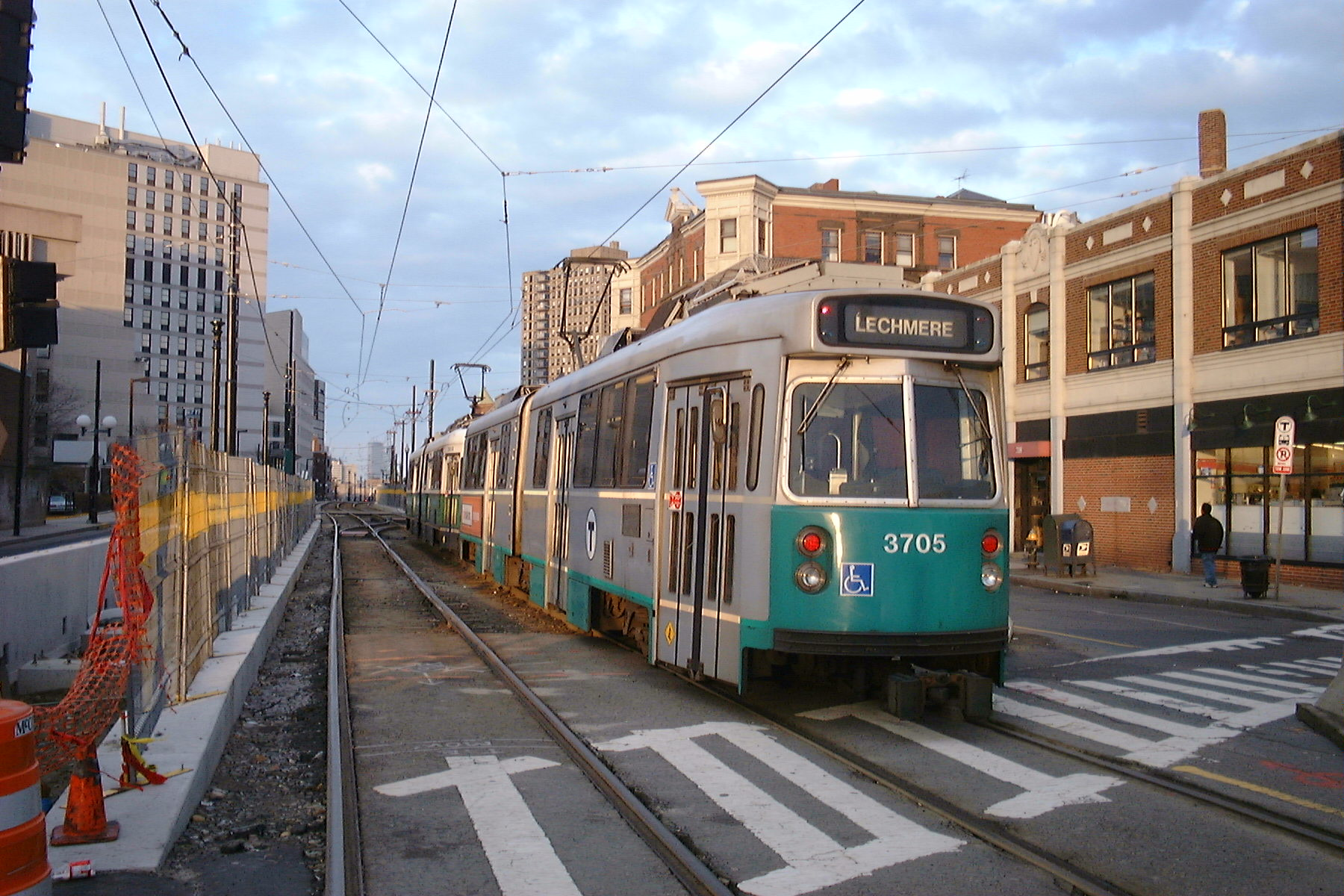
Brigham Circle
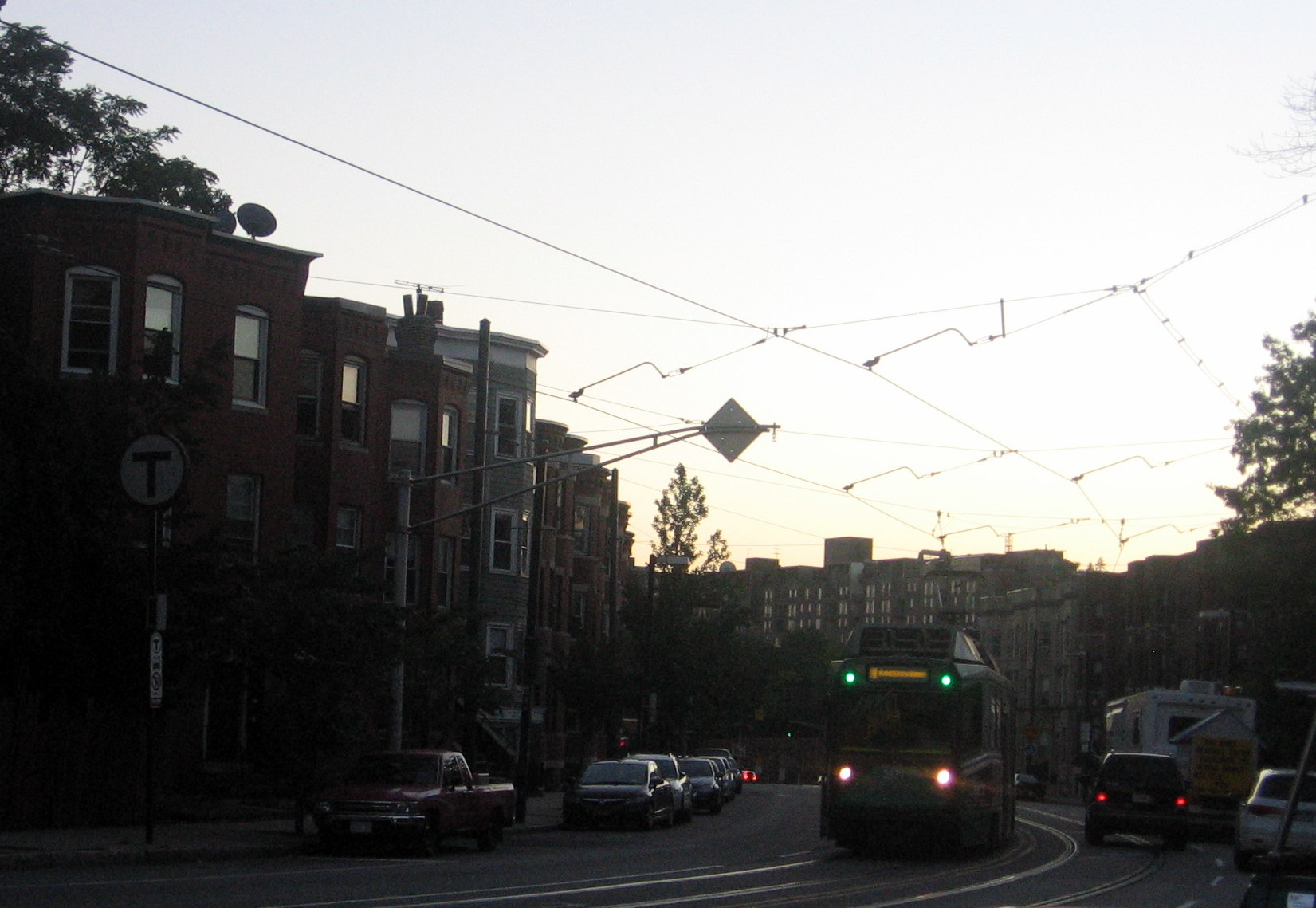
Mission Park
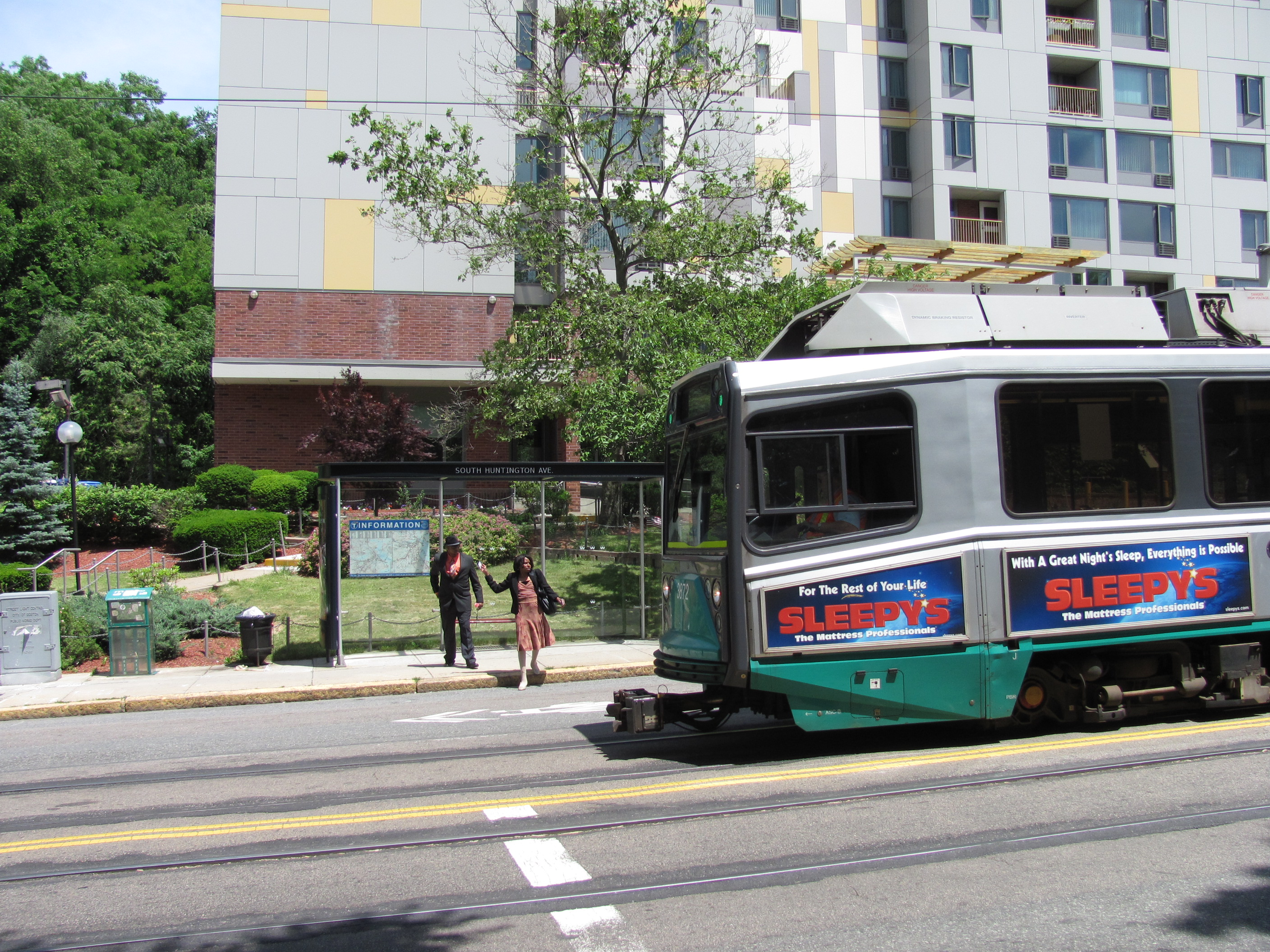
Back of the Hill
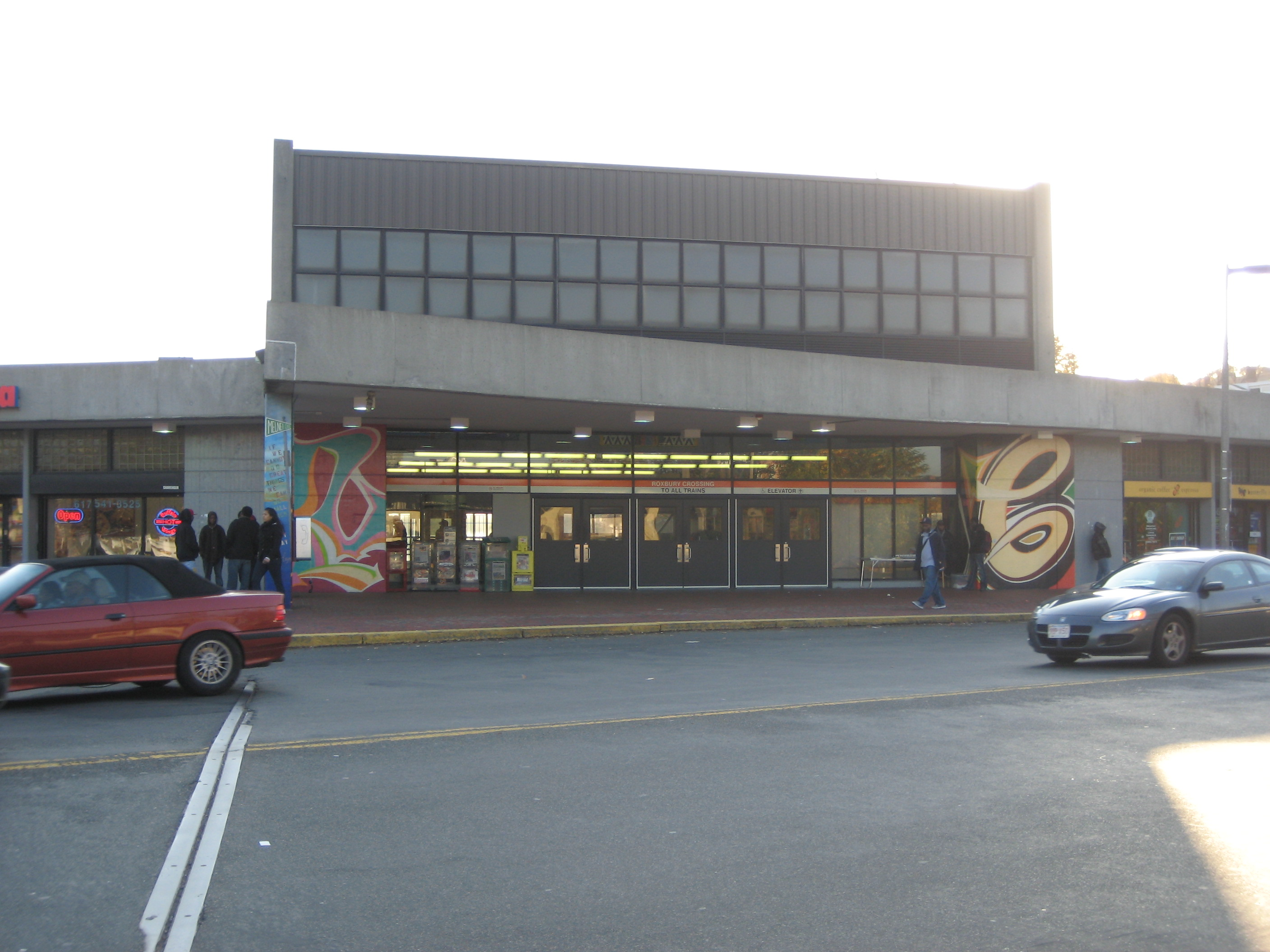
Entrée principale de Roxbury Crossing

## Personnalités liées au quartier
- Maurice Joseph Tobin (né le 22 mai 1901 à Mission Hill - mort le 19 juillet 1953) fut le 47e maire de Boston, 56e gouverneur du Massachusetts et Secrétaire au Travail des États-Unis.
- Michael P. Ross (en)  Président du Boston City Council (en) district 8 comprenant Beacon Hill, Back Bay,  West End et Mission Hill.
- Therese Murray (en) (née le 10 octobre 1947 à Mission Hill) actuelle et première femme présidente du sénat du Massachusetts[5].

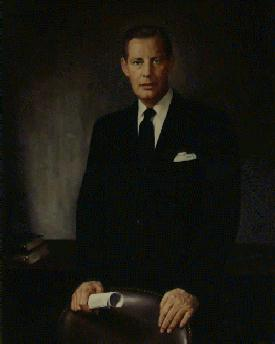
Maurice J. Tobin
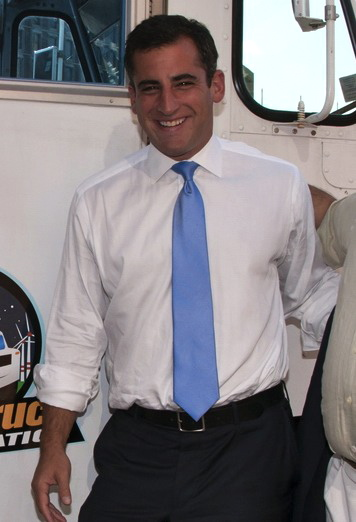
Mike Ross